# نیدرهوزنباخ
نیدرهوزنباخ (به آلمانی: Niederhosenbach) یک شهر در آلمان است که در بیرکنفلد واقع شده‌است. نیدرهوزنباخ ۳۴۹ نفر جمعیت دارد.